# Samuel Byck
Samuel Joseph Byck (* 30. Januar 1930 in Philadelphia, Pennsylvania; † 22. Februar 1974 in Baltimore, Maryland) war ein Reifenverkäufer, der versuchte, ein Flugzeug zu entführen, um es in das Weiße Haus zu stürzen, in der Hoffnung, den US-Präsidenten Richard Nixon zu töten.

## Leben
Byck war das Kind armer Eltern. Er verließ die Highschool vor dem Abschluss. 1954 meldete er sich zum Militär und wurde 1956 ehrenhaft entlassen. Byck war verheiratet und hatte vier Kinder. Er erlebte einige Rückschläge bei seinen Versuchen, sich eine wirtschaftliche Existenz aufzubauen. So wurde ein Kreditgesuch von einer staatlichen Anstalt zur Unterstützung mittelständischer Betriebe abgelehnt. Das veranlasste Byck, Drohungen gegen Richard Nixon auszusprechen, mittels Tonbändern, die er an Beamte schickte. Daraufhin wurde der Secret Service 1972 zum ersten Mal auf ihn aufmerksam, stufte ihn aber als ungefährlich ein. Wegen Depressionen ging er 1972 von sich aus für zwei Monate in eine psychiatrische Klinik.

## Das Attentat
Zu Beginn des Jahres 1974 entschied Byck, einen Anschlag auf Richard Nixon durchzuführen. Weil er bereits vom Secret Service beobachtet wurde, vermied er es, sich auf offiziellem Wege eine Handfeuerwaffe zu besorgen, und stahl eine Kleinkaliberpistole von einem Freund. Außerdem baute er einen Brandsatz auf Benzinbasis. Während der Vorbereitungen nahm er Audiobänder auf, um die Motive für seine Tat zu erklären, in denen er sagte, dass man ihn für seine Taten zu einem Helden erklären würde.
Am 22. Februar 1974 fuhr Byck zum internationalen Flughafen Baltimore. Dort erschoss er im Terminal den 24-jährigen Polizisten George Neal Ramsburg und stürmte dann eine Maschine des Typs DC-9, den Flug Delta Airlines 523 nach Atlanta. Als die Piloten der Maschine ihm sagten, dass sie nicht abheben könnten, solange die Räder noch blockiert seien, schoss er auf beide. Nur einer der Piloten überlebte seine Verletzungen. Schließlich wurde Byck von zwei Kugeln getroffen, die von einem Polizisten durch die Scheibe der Flugzeugtür auf ihn abgegeben wurden. Bevor die Polizei in das Flugzeug gelangen konnte, tötete Byck sich selbst durch einen Schuss in den Kopf.

## Film
Im Jahr 2004 kam der Film Attentat auf Richard Nixon mit Sean Penn in der Hauptrolle in die Kinos, der das Attentat und seine Vorgeschichte thematisiert.